# Ecuación de Cahn-Hilliard
La ecuación de Cahn-Hilliard,  formulada por John W. Cahn y John E. Hilliard, es una ecuación de física matemática que describe el proceso de separación de fases, por el cual los dos componentes de un fluido binario se separan espontáneamente y forman dominios puros en cada componente. Si {\displaystyle c} es la concentración del fluido, con {\displaystyle c=\pm 1} indicando dominios, entonces la ecuación se escribe de la siguiente manera:
| Símbolo                                | Nombre                                                    | Unidad | Fórmula                                          |
| -------------------------------------- | --------------------------------------------------------- | ------ | ------------------------------------------------ |
| {\displaystyle D}                      | Coeficiente de difusión                                   | m2 / s |                                                  |
| {\displaystyle {\sqrt {\gamma }}}      | Longitud de las regiones de transición entre los dominios |        |                                                  |
| {\displaystyle \partial /{\partial t}} | Derivada parcial respecto al tiempo                       |        |                                                  |
| {\displaystyle \nabla ^{2}}            | Laplaciana en {\displaystyle n} dimensiones               |        |                                                  |
| {\displaystyle \mu }                   | Potencial químico                                         |        | {\displaystyle \mu =c^{3}-c-\gamma \nabla ^{2}c} |

Relacionado con ello está la ecuación de Allen-Cahn, así como la ecuación estocástica de Cahn-Hilliard y la ecuación estocástica de Allen-Cahn.

## Características y aplicaciones
La existencia de una solución única de la ecuación de Cahn-Hilliard es de gran interés para los matemáticos, dada por datos iniciales suaves. La prueba se basa esencialmente en la existencia de una Función de Lyapunov. Específicamente, si se identifica
{\displaystyle F[c]=\int d^{n}x\left[{\frac {1}{4}}\left(c^{2}-1\right)^{2}+{\frac {\gamma }{2}}\left|\nabla c\right|^{2}\right],}
como una función de energía libre, entonces
{\displaystyle {\frac {dF}{dt}}=-\int d^{n}x\left|\nabla \mu \right|^{2},}
para que la energía libre no crezca con el tiempo. Esto también indica que la segregación en dominios es el resultado asintótico de la evolución de esta ecuación.
En experimentos reales se observa la segregación de un fluido binario inicialmente mezclado en dominios. La segregación se caracteriza por los siguientes hechos:

Evolución de datos iniciales aleatorios bajo la ecuación de Cahn-Hilliard con y, demostrando separación de fases

- Hay una capa de transición entre los dominios segregados, con un perfil dado por la función {\displaystyle c(x)=\tanh \left({\frac {x}{\sqrt {2\gamma }}}\right),} y por lo tanto un espesor típico {\displaystyle {\sqrt {\gamma }}} porque esta función es una solución de equilibrio de la ecuación de Cahn-Hilliard.
- También es interesante el hecho de que los dominios segregados crecen con el tiempo como una ley de poder.  Es decir, si {\displaystyle L(t)} es el tamaño de dominio típico, entonces {\displaystyle L(t)\propto t^{1/3}}. Esta es la ley Lifshitz-Slyozov, que ha sido probada rigurosamente para la ecuación de Cahn-Hilliard y observada en simulaciones numéricas y experimentos reales sobre fluidos binarios.
- La ecuación de Cahn-Hilliard tiene la forma de una ley de conservación, {\displaystyle {\frac {\partial c}{\partial t}}=\nabla \cdot \mathbf {j} (x),} con {\displaystyle \mathbf {j} (x)=D\nabla \mu }. De este modo, el proceso de separación de fases conserva la concentración total {\displaystyle C=\int d^{n}xc\left(x,t\right)},  de forma que {\displaystyle {\frac {dC}{dt}}=0}.
- Cuando una fase es significativamente más abundante, la ecuación de Cahn-Hilliard puede mostrar el fenómeno conocido como Maduración de Ostwald, donde la fase minoritaria forma gotas esféricas y las gotas más pequeñas son absorbidas por difusión en las más grandes.

Las ecuaciones de Cahn-Hilliard encuentran aplicaciones en diversos campos: en fluidos complejos y materia blanda, flujo de fluidos interfaciales, ciencia de polímeros y aplicaciones industriales. La solución de la ecuación de Cahn-Hilliard para una mezcla binaria demostró coincidir bien con la solución de un problema de Stefan y el modelo de Thomas y Windle. De interés para los investigadores en la actualidad es el acoplamiento de la separación de fases de la ecuación de Cahn-Hilliard a las ecuaciones  de Navier-Stokes de flujo de fluido.